# Grande Prêmio da Hungria de 2013
O Grande Prêmio da Hungria de 2013 (formalmente Formula 1 Magyar Nagydíj 2013) é uma corrida de Fórmula 1 disputada em 28 de julho de 2013 em Hungaroring, próximo a Budapeste, Hungria. Foi a 10ª etapa da temporada de 2013 e a 29ª edição da prova.

## Resumo da prova

### Treinos oficiais

#### Q1
Foram cortadas a Sauber de Gutierrez, a Force India de Di Resta e as duplas Pic e Van der Garde da Catherham e Bianchi e Chilton da Marussia.

#### Q2
Foram eliminados Sutil da Force India, Hülkenberg da Sauber, Button da McLaren, Vergne da Toro Rosso e os pilotos Maldonado e Bottas, da Williams.

#### Q3
Lewis Hamilton assegurou a pole position ao marcar 1:19.388 com a Mercedes seguido de perto por Sebastian Vettel da Red Bull e Romain Grosjean da Lotus.

### Corrida
Lewis Hamilton saiu na pole position mantendo-se adiante de Vettel e Grosjean na largada enquanto Massa e Rosberg se tocaram num incidente onde a Ferrari ficou danificada e o alemão escapou da pista por duas vezes e comprometeu sua prova embora o carro não tenha sido afetado. Devido a um pit stop na décima volta Hamilton retornou atrás de Jenson Button enquanto Vettel assumiu a liderança, entretanto uma ultrapassagem do campeão de 2008 manteve acesas suas chances de vencer.
Quando foi aos boxes o alemão da Red Bull também voltou atrás de Button enquanto Mark Webber foi à ponta graças aos pneus de compostos mais duros, todavia as condições de pista o obrigaram a fazer três paradas e após quinze voltas os líderes eram Webber, Hamilton, Button, Vettel e Grosjean e nesse ínterim Vettel teve a asa dianteira afetada após uma ultrapassagem frustrada sobre Button. Durante perseguição a Button o francês Grosjean o tocou à altura da chicane entre as curvas seis e sete o que suscitou uma reclamação do inglês em direção à McLaren: "Poderia ter sido muito pior do que foi, poderia ter acabado com ambas as corridas". Mais adiante o francês superou Massa, mas uma decisão dos comissários o fez pagar um drive-through por sair da pista durante a ultrapassagem. Problemas hidráulicos encerraram antes da hora a 100ª prova de Adrian Sutil enquanto os motores causaram as saídas de Esteban Gutierrez e Valtteri Bottas. Antes de deixar a prova também por falhas no motor Nico Hülkenberg pegou um drive-through por excesso de velocidade no pit lane. Paul di Resta também parou por falha hidráulica.
Hamilton retomou a liderança após a rodada final de pit stops à frente de Raikkonen, Vettel e Webber. Rosberg deixou a corrida com uma falha do motor enquanto Pastor Maldonado e a Williams marcaram seus primeiros pontos nesta temporada. Graças à decisão de administrar sua vantagem, Lewis Hamilton venceu o Grande Prêmio da Hungria de 2013 seguido pela Lotus de Kimi Raikkonen e a Red Bull de Sebastian Vettel. Foi a quarta vitória de Hamilton na Hungria (2007, 2009, 2012, 2013) igualando o recorde de Michael Schumacher neste país e sua primeira vitória pela Mercedes. O último britânico a vencer pelo time alemão fora Stirling Moss no Reino Unido em 1955. Ainda sobre os triunfos de Hamilton na pista húngara há de se notar que Kimi Raikkonen foi o segundo colocado nas quatro ocasiões.

### Depois da prova
Romain Grosjean foi punido com um acréscimo de vinte segundos ao seu tempo de prova devido ao incidente com Button numa sanção inócua que não lhe custou o sexto lugar pois o francês tinha uma vantagem superior a vinte e um segundos sobre o rival mais próximo, curiosamente Button. A Ferrari foi multada em €15.000 quando os fiscais descobriram que o DRS de Fernando Alonso foi acionado irregularmente três vezes quando o espanhol estava a mais de um segundo dos rivais.

### Transmissão para o Brasil
A Rede Globo não exibiu a prova ao vivo em TV aberta, que optou por cobrir a visita do Papa Francisco ao Brasil durante a Jornada Mundial da Juventude. Pela segunda vez o SporTV, canal de televisão por assinatura brasileiro do Grupo Globo, ficou encarregado de exibi-la ao vivo, a exemplo do que ocorreu no GP dos Estados Unidos em 2012. No final da noite de domingo após a série Revenge, a Rede Globo preparou um compacto da prova, a partir da meia-noite.

## Classificação
| Pos.               | No. | Piloto              | Construtor           | Q1       | Q2       | Q3       | Grid |
| ------------------ | --- | ------------------- | -------------------- | -------- | -------- | -------- | ---- |
| 1                  | 10  | Lewis Hamilton      | Mercedes             | 1:20.363 | 1:19.862 | 1:19.388 | 1    |
| 2                  | 1   | Sebastian Vettel    | Red Bull-Renault     | 1:20.646 | 1:19.992 | 1:19.426 | 2    |
| 3                  | 8   | Romain Grosjean     | Lotus-Renault        | 1:20.447 | 1:20.101 | 1:19.595 | 3    |
| 4                  | 9   | Nico Rosberg        | Mercedes             | 1:20.350 | 1:19.778 | 1:19.720 | 4    |
| 5                  | 3   | Fernando Alonso     | Ferrari              | 1:20.652 | 1:20.183 | 1:19.791 | 5    |
| 6                  | 7   | Kimi Raikkonen      | Lotus-Renault        | 1:20.867 | 1:20.243 | 1:19.851 | 6    |
| 7                  | 4   | Felipe Massa        | Ferrari              | 1:21.004 | 1:20.460 | 1:19.929 | 7    |
| 8                  | 19  | Daniel Ricciardo    | Toro Rosso-Ferrari   | 1:21.181 | 1:20.527 | 1:20.641 | 8    |
| 9                  | 6   | Sergio Pérez        | McLaren-Mercedes     | 1:21.612 | 1:20.545 | 1:22.398 | 9    |
| 10                 | 2   | Mark Webber         | Red Bull-Renault     | 1:21.264 | 1:20.503 | s/ tempo | 10   |
| 11                 | 15  | Adrian Sutil        | Force India-Mercedes | 1:21.471 | 1:20.569 |          | 11   |
| 12                 | 11  | Nico Hülkenberg     | Sauber-Ferrari       | 1:21.028 | 1:20.580 |          | 12   |
| 13                 | 5   | Jenson Button       | McLaren-Mercedes     | 1:21.131 | 1:20.777 |          | 13   |
| 14                 | 18  | Jean Eric Vergne    | Toro Rosso-Ferrari   | 1:21.345 | 1:21.029 |          | 14   |
| 15                 | 16  | Pastor Maldonado    | Williams-Renault     | 1:20.816 | 1:21.133 |          | 15   |
| 16                 | 17  | Valtteri Bottas     | Williams-Renault     | 1:21.135 | 1:21.219 |          | 16   |
| 17                 | 12  | Esteban Gutiérrez   | Sauber-Ferrari       | 1:21.724 |          |          | 17   |
| 18                 | 14  | Paul Di Resta       | Force India-Mercedes | 1:22.043 |          |          | 18   |
| 19                 | 20  | Charles Pic         | Caterham-Renault     | 1:23.007 |          |          | 19   |
| 20                 | 21  | Giedo van der Garde | Caterham-Renault     | 1:23.333 |          |          | 22   |
| 21                 | 22  | Jules Bianchi       | Marussia-Cosworth    | 1:23.787 |          |          | 20   |
| 22                 | 23  | Max Chilton         | Marussia-Cosworth    | 1:23.997 |          |          | 21   |
| 107% time:1:25.974 |     |                     |                      |          |          |          |      |
| Source:            |     |                     |                      |          |          |          |      |

Notas:

### Corrida
| Pos.    | No. | Pilotos             | Construtor           | Voltas | Tempo/Retirada | Grid | Pontos |
| ------- | --- | ------------------- | -------------------- | ------ | -------------- | ---- | ------ |
| 1       | 10  | Lewis Hamilton      | Mercedes             | 70     | 1:42:29.445    | 1    | 25     |
| 2       | 7   | Kimi Raikkonen      | Lotus-Renault        | 70     | +10.938        | 6    | 18     |
| 3       | 1   | Sebastian Vettel    | Red Bull-Renault     | 70     | +12.449        | 2    | 15     |
| 4       | 2   | Mark Webber         | Red Bull-Renault     | 70     | +18.044        | 10   | 12     |
| 5       | 3   | Fernando Alonso     | Ferrari              | 70     | +31.411        | 5    | 10     |
| 6       | 8   | Romain Grosjean     | Lotus-Renault        | 70     | +52.2951       | 3    | 8      |
| 7       | 5   | Jenson Button       | McLaren-Mercedes     | 70     | +53.819        | 13   | 6      |
| 8       | 4   | Felipe Massa        | Ferrari              | 70     | +56.447        | 7    | 4      |
| 9       | 6   | Sergio Pérez        | McLaren-Mercedes     | 69     | +1 volta       | 9    | 2      |
| 10      | 16  | Pastor Maldonado    | Williams-Renault     | 69     | +1 volta       | 15   | 1      |
| 11      | 11  | Nico Hülkenberg     | Sauber-Ferrari       | 69     | +1 volta       | 12   |        |
| 12      | 19  | Jean Eric Vergne    | Toro Rosso-Ferrari   | 69     | +1 volta       | 14   |        |
| 13      | 18  | Daniel Ricciardo    | Toro Rosso-Ferrari   | 69     | +1 volta       | 8    |        |
| 14      | 21  | Giedo van der Garde | Caterham-Renault     | 68     | +2 voltas      | 20   |        |
| 15      | 20  | Charles Pic         | Caterham-Renault     | 68     | +2 voltas      | 19   |        |
| 16      | 22  | Jules Bianchi       | Marussia-Cosworth    | 67     | +3 voltas      | 21   |        |
| 17      | 23  | Max Chilton         | Marussia-Cosworth    | 67     | +3 voltas      | 22   |        |
| 18      | 14  | Paul di Resta       | Force India-Mercedes | 66     | Hidráulicos    | 18   |        |
| 19      | 9   | Nico Rosberg        | Mercedes             | 64     | Motor          | 4    |        |
| Ret     | 17  | Valtteri Bottas     | Williams-Renault     | 42     | Hidráulico     | 16   |        |
| Ret     | 12  | Esteban Gutiérrez   | Sauber-Ferrari       | 28     | Transmissão    | 17   |        |
| Ret     | 15  | Adrian Sutil        | Force India-Mercedes | 19     | Hidráulico     | 11   |        |
| Source: |     |                     |                      |        |                |      |        |

1.↑  - Foi penalizado em 20 segundos por ter sido o culpado pelo toque na McLaren de Jenson Button na entrada da chicane.

## Curiosidade
- Primeira Vitória de Lewis Hamilton na Mercedes e sendo a única vitória dele da temporada.